# Fußballclub Bayer 05 Uerdingen 1986-1987
Questa voce raccoglie le informazioni riguardanti il Fußballclub Bayer 05 Uerdingen nelle competizioni ufficiali della stagione 1986-1987.

## Stagione
Nella stagione 1986-1987 il Bayer Uerdingen, allenato da Karlheinz Feldkamp, concluse il campionato di Bundesliga al 8º posto. In Coppa di Germania il Bayer Uerdingen fu eliminato ai quarti di finale dal Borussia M'gladbach. In Coppa UEFA il Bayer Uerdingen fu eliminato agli ottavi di finale dal Barcellona.

## Rosa
| N. |                     | Ruolo | Calciatore          |
| -- | ------------------- | ----- | ------------------- |
|    | Germania (bandiera) | P     | Manfred Kubik       |
|    | Germania (bandiera) | P     | Werner Vollack      |
|    | Germania (bandiera) | D     | Norbert Brinkmann   |
|    | Germania (bandiera) | D     | Werner Buttgereit   |
|    | Germania (bandiera) | D     | Torsten Chmielewski |
|    | Germania (bandiera) | D     | Michael Dämgen      |
|    | Germania (bandiera) | D     | Wolfgang Funkel     |
|    | Germania (bandiera) | D     | Matthias Herget     |
|    | Germania (bandiera) | D     | Dietmar Klinger     |
|    | Germania (bandiera) | D     | Frank Thommessen    |
|    | Germania (bandiera) | D     | Ludger van de Loo   |
|    | Germania (bandiera) | D     | Karl-Heinz Wöhrlin  |

| N. |                     | Ruolo | Calciatore        |
| -- | ------------------- | ----- | ----------------- |
|    | Germania (bandiera) | C     | Rudolf Bommer     |
|    | Germania (bandiera) | C     | Ansgar Brinkmann  |
|    | Germania (bandiera) | C     | Friedhelm Funkel  |
|    | Germania (bandiera) | C     | Frank Kirchhoff   |
|    | Germania (bandiera) | C     | Franz Raschid     |
|    | Germania (bandiera) | A     | Klaus Basten      |
|    | Germania (bandiera) | A     | Oliver Bierhoff   |
|    | Islanda (bandiera)  | A     | Atli Eðvaldsson   |
|    | Islanda (bandiera)  | A     | Lárus Guðmundsson |
|    | Germania (bandiera) | A     | Stefan Kuntz      |
|    | Germania (bandiera) | A     | Marcel Witeczek   |

## Organigramma societario
Area tecnica
- Allenatore: Karlheinz Feldkamp
- Allenatore in seconda: Bernd Lehmann
- Preparatore dei portieri:
- Preparatori atletici:

## Calciomercato

### Sessione estiva
| Acquisti | Acquisti            | Acquisti                | Acquisti |
| R.       | Nome                | da                      | Modalità |
| -------- | ------------------- | ----------------------- | -------- |
| A        | Oliver Bierhoff     | Uerdingen 05 (juniores) |          |
| D        | Torsten Chmielewski | Duisburg (juniores)     |          |
| A        | Stefan Kuntz        | Bochum                  |          |

| Cessioni | Cessioni         | Cessioni         | Cessioni |
| R.       | Nome             | a                | Modalità |
| -------- | ---------------- | ---------------- | -------- |
| A        | Horst Feilzer    | Blau-Weiß Berlin |          |
| D        | Dietmar Janssen  | Union Solingen   |          |
| A        | Peter Loontiens  | Hertha Berlino   |          |
| D        | Branko Rodosek   | Preußen Krefeld  |          |
| A        | Wolfgang Schäfer | Homburg          |          |

### Sessione invernale
| Acquisti | Acquisti | Acquisti | Acquisti |
| R.       | Nome     | da       | Modalità |
| -------- | -------- | -------- | -------- |

| Cessioni | Cessioni | Cessioni | Cessioni |
| R.       | Nome     | a        | Modalità |
| -------- | -------- | -------- | -------- |

## Risultati

### Bundesliga

#### Girone di andata
| Arbitro: | Tritschler |

|  |           |                           |
|  | Marcatori | 12’ Eðvaldsson 90’ Funkel |

| Arbitro: | Schmidhuber |

|                 |           |          |
| Funkel 36’, 76’ | Marcatori | 67’ Flad |

| Arbitro: | Umbach |

|                      |           |                 |
| Kuntz 18’ Funkel 66’ | Marcatori | 60’, 84’ Merkle |

| Arbitro: | Jupe |

|                        |           |                |
| Bistram 51’ Täuber 67’ | Marcatori | 39’ Buttgereit |

| Arbitro: | Matheis |

|                       |           |                               |
| Herget 33’ Funkel 46’ | Marcatori | 31’, 35’, 88’ Mill 83’ Dickel |

| Arbitro: | Broska |

|                |           |                  |
| Bockenfeld 81’ | Marcatori | 28’ (rig.) Kuntz |

| Arbitro: | Wiesel |

|                                      |           |              |
| Eðvaldsson 2’ Klinger 15’ Funkel 45’ | Marcatori | 78’ Woodcock |

| Arbitro: | Werner |

|              |           |              |
| Andersen 82’ | Marcatori | 12’ Bierhoff |

| Arbitro: | Föckler |

|           |           |  |
| Kuntz 54’ | Marcatori |  |

| Arbitro: | Tritschler |

|             |           |  |
| Allievi 54’ | Marcatori |  |

| Arbitro: | Boos |

|                |           |          |
| Thommessen 49’ | Marcatori | 74’ Rahn |

| Arbitro: | Wittke |

|                                     |           |            |
| Völler 8’, 28’, 52’ Votava 66’, 80’ | Marcatori | 27’ Funkel |

| Arbitro: | Bruch |

|                                    |           |            |
| Klinger 34’ Kuntz 72’ Witeczek 90’ | Marcatori | 55’ Schulz |

| Arbitro: | Osmers |

|            |           |  |
| Müller 90’ | Marcatori |  |

| Krefeld 22 novembre 1986, ore 15:30 CET 15ª giornata | Bayer Uerdingen | 0 – 0 referto | Bayern Monaco | Grotenburg Stadion (25 000 spett.)\| Arbitro: \| Heitmann \| |
| Arbitro:                                             | Heitmann        |               |               |                                                              |

| Arbitro: | Dellwing |

|              |           |                                                  |
| Schreier 43’ | Marcatori | 27’, 70’ Funkel 49’ (aut.) Hausmann 67’ Witeczek |

| Arbitro: | Theobald |

|                                             |           |                       |
| Borchers 17’ (aut.) Funkel 37’ Witeczek 62’ | Marcatori | 86’ Bührer 88’ Walter |

#### Girone di ritorno
| Arbitro: | Brückner |

|                              |           |            |
| Bommer 33’ (rig.) Funkel 51’ | Marcatori | 23’ Müller |

| Arbitro: | Umbach |

|             |           |                   |
| Mattern 25’ | Marcatori | 92’ (rig.) Funkel |

| Arbitro: | Brehm |

|                          |           |  |
| Müller 60’ Klinsmann 90’ | Marcatori |  |

| Krefeld 21 marzo 1987, ore 15:30 CET 21ª giornata | Bayer Uerdingen | 0 – 0 referto | Schalke 04 | Grotenburg Stadion (13 000 spett.)\| Arbitro: \| Matheis \| |
| Arbitro:                                          | Matheis         |               |            |                                                             |

| Arbitro: | Schmidhuber |

|            |           |            |
| Dickel 56’ | Marcatori | 74’ Herget |

| Arbitro: | Tritschler |

|                                      |           |           |
| Funkel 16’, 34’ Funkel 43’ Kuntz 82’ | Marcatori | 9’ Thomas |

| Arbitro: | Wittke |

|                 |           |                             |
| Bein 51’ (rig.) | Marcatori | 19’ Klinger 45’ Guðmundsson |

| Arbitro: | Mierswa |

|                                   |           |                                                    |
| Bierhoff 51’ Herget 79’ Kuntz 90’ | Marcatori | 20’ Philipkowski 49’, 59’ Andersen 68’ Lieberwirth |

| Arbitro: | Neuner |

|                     |           |            |
| Jusufi 2’ Kastl 34’ | Marcatori | 48’ Funkel |

| Arbitro: | Zimmermann |

|              |           |                         |
| Bierhoff 68’ | Marcatori | 86’ Wuttke 90’ Hartmann |

| Arbitro: | Assenmacher |

|                            |           |  |
| Hochstätter 39’ Thiele 58’ | Marcatori |  |

| Arbitro: | Bruch |

|            |           |                |
| Funkel 57’ | Marcatori | 16’ Ordenewitz |

| Arbitro: | Kriegelstein |

|                      |           |            |
| Kree 15’ Leifeld 35’ | Marcatori | 44’ Bommer |

| Arbitro: | Barnick |

|             |           |  |
| Klinger 14’ | Marcatori |  |

| Arbitro: | Brückner |

|                                |           |                            |
| Matthäus 11’ (rig.) Hoeneß 67’ | Marcatori | 21’ Klinger 39’ Eðvaldsson |

| Arbitro: | Schäfer |

|            |           |               |
| Bommer 73’ | Marcatori | 32’ Reinhardt |

| Arbitro: | Scheuerer |

|                 |           |                                          |
| Walter 17’, 35’ | Marcatori | 67’ Bommer 71’ Thommessen 74’ Buttgereit |

### Coppa di Germania
| Arbitro: | Barnick |

|                                                                  |           |                                                     |
| Bierhoff 61’, 84’ Kuntz 70’ (rig.) Funkel 95’ Raschid 105’, 110’ | Marcatori | 11’, 36’ Klinsmann 19’ Schröder 98’ (rig.) Allgöwer |

| Arbitro: | Neuner |

|                              |           |                         |
| Bierhoff 21’ Funkel 58’, 76’ | Marcatori | 9’ Grahammer 69’ Reuter |

| Arbitro: | Jupe |

|                                       |           |                   |
| Bierhoff 11’ Klinger 45’ Witeczek 75’ | Marcatori | 27’ (rig.) Allofs |

| Arbitro: | Wiesel |

|                                                                                    |           |                        |
| Criens 18’, 25’ Dreßen 45’, 76’ Rahn 49’, 90’ Bruns 50’ Krauss 61’ Hochstätter 88’ | Marcatori | 17’ Kuntz 68’ Witeczek |

### Coppa UEFA
| Arbitro: | Smith |

|                                           |           |  |
| Bierhoff 36’ Funkel 43’ Bommer 74’ (rig.) | Marcatori |  |

| Arbitro: | Crucke |

|  |           |                                                |
|  | Marcatori | 68’ Herget 76’ Eðvaldsson 77’ Kuntz 90’ Bommer |

| Łódź 22 ottobre 1986 Secondo turno | Widzew Łódź | 0 – 0 referto | Bayer Uerdingen | Stadion Miejski Widzewa Łódź (10 000 spett.)\| Arbitro: \| Halle \| |
| Arbitro:                           | Halle       |               |                 |                                                                     |

| Arbitro: | Valente |

|                                |           |  |
| Dziuba 23’ (aut.) Bierhoff 80’ | Marcatori |  |

| Arbitro: | Fredriksson |

|  |           |                       |
|  | Marcatori | 74’ Robert 77’ Hughes |

| Arbitro: | Daina |

|               |           |  |
| Rojo 73’, 79’ | Marcatori |  |

## Statistiche

### Statistiche di squadra
| Competizione      | Punti | In casa | In casa | In casa | In casa | In casa | In casa | In trasferta | In trasferta | In trasferta | In trasferta | In trasferta | In trasferta | Totale | Totale | Totale | Totale | Totale | Totale | DR |
| Competizione      | Punti | G       | V       | N       | P       | Gf      | Gs      | G            | V            | N            | P            | Gf           | Gs           | G      | V      | N      | P      | Gf     | Gs     | DR |
| ----------------- | ----- | ------- | ------- | ------- | ------- | ------- | ------- | ------------ | ------------ | ------------ | ------------ | ------------ | ------------ | ------ | ------ | ------ | ------ | ------ | ------ | -- |
| Bundesliga        | 35    | 17      | 8       | 6       | 3       | 30      | 22      | 17           | 4            | 5            | 8            | 21           | 27           | 34     | 12     | 11     | 11     | 51     | 49     | +2 |
| Coppa di Germania | -     | 3       | 3       | 0       | 0       | 12      | 7       | 1            | 0            | 0            | 1            | 2            | 9            | 4      | 3      | 0      | 1      | 14     | 16     | -2 |
| Coppa UEFA        | -     | 3       | 2       | 0       | 1       | 5       | 2       | 3            | 1            | 1            | 1            | 4            | 2            | 6      | 3      | 1      | 2      | 9      | 4      | +5 |
| Totale            | 35    | 23      | 13      | 6       | 4       | 47      | 31      | 21           | 5            | 6            | 10           | 27           | 38           | 44     | 18     | 12     | 14     | 74     | 69     | +5 |

### Andamento in campionato
| Giornata  | 1 | 2 | 3 | 4 | 5  | 6  | 7 | 8 | 9 | 10 | 11 | 12 | 13 | 14 | 15 | 16 | 17 | 18 | 19 | 20 | 21 | 22 | 23 | 24 | 25 | 26 | 27 | 28 | 29 | 30 | 31 | 32 | 33 | 34 |
| --------- | - | - | - | - | -- | -- | - | - | - | -- | -- | -- | -- | -- | -- | -- | -- | -- | -- | -- | -- | -- | -- | -- | -- | -- | -- | -- | -- | -- | -- | -- | -- | -- |
| Luogo     | T | C | C | T | C  | T  | C | T | C | T  | C  | T  | C  | T  | C  | T  | C  | C  | T  | T  | C  | T  | C  | T  | C  | T  | C  | T  | C  | T  | C  | T  | C  | T  |
| Risultato | V | V | N | P | P  | N  | V | N | V | P  | N  | P  | V  | P  | N  | V  | V  | V  | N  | P  | N  | N  | V  | V  | P  | P  | P  | P  | N  | P  | V  | N  | N  | V  |
| Posizione | 7 | 2 | 5 | 7 | 10 | 11 | 8 | 8 | 5 | 7  | 7  | 9  | 7  | 10 | 9  | 9  | 8  | 6  | 6  | 8  | 9  | 9  | 8  | 6  | 6  | 9  | 10 | 10 | 10 | 11 | 11 | 11 | 10 | 8  |

Legenda:

Luogo: C = Casa; T = Trasferta. Risultato: V = Vittoria; N = Pareggio; P = Sconfitta.

### Statistiche dei giocatori
| Giocatore      | Bundesliga | Bundesliga | Bundesliga  | Bundesliga | Coppa di Germania | Coppa di Germania | Coppa di Germania | Coppa di Germania | Coppa UEFA | Coppa UEFA | Coppa UEFA  | Coppa UEFA | Totale   | Totale | Totale      | Totale     |
| Giocatore      | Presenze   | Reti       | Ammonizioni | Espulsioni | Presenze          | Reti              | Ammonizioni       | Espulsioni        | Presenze   | Reti       | Ammonizioni | Espulsioni | Presenze | Reti   | Ammonizioni | Espulsioni |
| -------------- | ---------- | ---------- | ----------- | ---------- | ----------------- | ----------------- | ----------------- | ----------------- | ---------- | ---------- | ----------- | ---------- | -------- | ------ | ----------- | ---------- |
| K. Basten      | 5          | 0          | 0           | 0          | 0                 | 0                 | 0                 | 0                 | 2          | 0          | 0           | 0          | 7        | 0      | 0           | 0          |
| O. Bierhoff    | 19         | 3          | 0           | 0          | 4                 | 4                 | 0                 | 0                 | 4          | 2          | 0           | 0          | 27       | 9      | 0           | 0          |
| R. Bommer      | 24         | 4          | 1           | 0          | 4                 | 0                 | 0                 | 0                 | 6          | 2          | 0           | 0          | 34       | 6      | 1           | 0          |
| A. Brinkmann   | 0          | 0          | 0           | 0          | 0                 | 0                 | 0                 | 0                 | 0          | 0          | 0           | 0          | 0        | 0      | 0           | 0          |
| N. Brinkmann   | 5          | 0          | 2           | 0          | 0                 | 0                 | 0                 | 0                 | 0          | 0          | 0           | 0          | 5        | 0      | 2           | 0          |
| W. Buttgereit  | 26         | 2          | 1           | 0          | 3                 | 0                 | 0                 | 0                 | 5          | 0          | 0           | 0          | 34       | 2      | 1           | 0          |
| T. Chmielewski | 2          | 0          | 0           | 0          | 0                 | 0                 | 0                 | 0                 | 0          | 0          | 0           | 0          | 2        | 0      | 0           | 0          |
| M. Dämgen      | 26         | 0          | 5           | 1          | 3                 | 0                 | 0                 | 0                 | 6          | 0          | 0           | 0          | 35       | 0      | 5           | 1          |
| A. Eðvaldsson  | 29         | 3          | 1           | 0          | 4                 | 0                 | 1                 | 0                 | 6          | 1          | 0           | 0          | 39       | 4      | 2           | 0          |
| F. Funkel      | 29         | 8          | 3           | 0          | 3                 | 0                 | 0                 | 0                 | 5          | 1          | 0           | 0          | 37       | 9      | 3           | 0          |
| W. Funkel      | 32         | 9          | 4           | 0          | 3                 | 3                 | 3                 | 0                 | 6          | 0          | 0           | 0          | 41       | 12     | 7           | 0          |
| L. Guðmundsson | 9          | 1          | 1           | 0          | 0                 | 0                 | 0                 | 0                 | 1          | 0          | 0           | 0          | 10       | 1      | 1           | 0          |
| M. Herget      | 27         | 3          | 7           | 0          | 3                 | 0                 | 0                 | 0                 | 4          | 1          | 0           | 0          | 34       | 4      | 7           | 0          |
| F. Kirchhoff   | 20         | 0          | 1           | 0          | 1                 | 0                 | 0                 | 0                 | 2          | 0          | 0           | 0          | 23       | 0      | 1           | 0          |
| D. Klinger     | 29         | 5          | 5           | 0          | 4                 | 1                 | 1                 | 0                 | 4          | 0          | 0           | 0          | 37       | 6      | 6           | 0          |
| M. Kubik       | 5          | 0          | 0           | 0          | 0                 | 0                 | 0                 | 0                 | 0          | 0          | 0           | 0          | 5        | 0      | 0           | 0          |
| S. Kuntz       | 29         | 6          | 3           | 0          | 4                 | 2                 | 0                 | 0                 | 6          | 1          | 0           | 0          | 39       | 9      | 3           | 0          |
| F. Raschid     | 18         | 0          | 3           | 0          | 3                 | 2                 | 1                 | 0                 | 0          | 0          | 0           | 0          | 21       | 2      | 4           | 0          |
| F. Thommessen  | 19         | 2          | 5           | 0          | 1                 | 0                 | 0                 | 0                 | 4          | 0          | 0           | 0          | 24       | 2      | 5           | 0          |
| W. Vollack     | 29         | 0          | 3           | 0          | 4                 | 0                 | 0                 | 0                 | 6          | 0          | 0           | 0          | 39       | 0      | 3           | 0          |
| M. Witeczek    | 20         | 3          | 1           | 0          | 3                 | 2                 | 0                 | 0                 | 4          | 0          | 0           | 0          | 27       | 5      | 1           | 0          |
| K. Wöhrlin     | 21         | 0          | 2           | 0          | 4                 | 0                 | 0                 | 0                 | 4          | 0          | 0           | 0          | 29       | 0      | 2           | 0          |
| L. de Loo      | 13         | 0          | 2           | 0          | 0                 | 0                 | 0                 | 0                 | 3          | 0          | 0           | 0          | 16       | 0      | 2           | 0          |